# Актамський сільський округ
Акта́мський сільський округ (каз. Ақтам ауылдық округі, рос. Актамский сельский округ) — адміністративна одиниця у складі Уйгурського району Алматинської області Казахстану. Адміністративний центр — село Актам.
Населення — 2023 особи (2021; 1846 у 2009, 1749 у 1999, 1753 у 1989).
Станом на 1989 рік існувала Актамська сільська рада (село Актам).